# Marta Zimna
Marta Zimna (28 de febrero de 2002) es una deportista de Polonia que compite en atletismo. Ganó una medalla de bronce en el Campeonato Europeo de Atletismo Sub-20 de 2021, en la prueba de 4 × 100 m.